# 18119 Braude
18119 Braude este un asteroid din centura principală de asteroizi.

## Descriere
18119 Braude este un asteroid din centura principală de asteroizi. A fost descoperit pe 4 iulie 2000 la Stația Anderson Mesa în cadrul programului LONEOS. El prezintă o orbită caracterizată de o semiaxă mare de 2,27 ua, o excentricitate de 0,12 și o înclinație de 0,8° în raport cu ecliptica.